# Królewski Salut (Afganistan)
Królewski Salut – hymn Afganistanu w latach 1926–1943, nie posiadał słów, a kompozytor melodii jest nieznany.